# TV Shit
TV Shit je EP americké rockové kapely Sonic Youth vydané v roce 1993. Na albu se spolu se Sonic Youth podílel také japonský zpěvák Yamantaka Eye. Album bylo vydáno pod vydavatelstvím Thurstona Moorea Ecstatic Peace!.

## Skladby
1. "No II, Pt 1" – 0:51
2. "No II, Pt 2" – 1:13
3. "No II, Pt 3" – 3:30
4. "No II, Pt 4" – 3:45